# پیتر کالتورپ
پیتر کالتورپ (متولد ۱۹۴۹) معمار، طراح شهری و برنامه‌ریز شهری ساکن سان‌فرانسیسکو است. او یکی از اعضای بنیان‌گذار کنگرهٔ شهرسازی نوین است؛ یک گروه مدافع مستقر در شیکاگو که در سال ۱۹۹۲ تشکیل شد و به ترویج شیوه‌های ساخت پایدار می‌پردازد. به خاطر تلاش‌هایش در بازتعریف مدل‌های رشد شهری و حومه‌ای در آمریکا، کالتورپ به عنوان یکی از ۲۵ نورآور پیشرو توسط مجلهٔ نیوز-ویک معرفی شده است.

## حرفه
در سال ۱۹۸۶ او همراه با سم ون در رین (Sim Van der Ryn) کتاب «مناطق پایدار» را منتشر کرد. در اوایل دههٔ ۱۹۹۰ او مفهوم توسعهٔ مبتنی بر حمل و نقل (T. O. D.) را معرفی کرد که در کتاب «کلان‌شهر بعدی آمریکا: بوم‌شناسی، جامعه و رویای آمریکایی» به آن پرداخته شده است.
در سال ۱۹۸۹ او مفهومی به نام کیسهٔ پیاده‌روی (Pedestrian Pocket) را مطرح کرد، منطقه‌ای تا ۱۱۰ هکتار که برای پیاده‌روی و دسترسی به حمل و نقل عمومی طراحی شده و با کاربری‌های مختلط شامل مسکن با تراکم کم، تجاری و خرده‌فروشی و پارک در مرکز آن ساخته می‌شود. این مفهوم شباهت‌هایی با باغ‌شهر ابنزر هاوارد داشت و هدف آن ارائهٔ جایگزینی برای توسعه‌های مسکونی کم‌تراکم در حومه‌ها بود.
به عنوان یک کارشناس برنامه‌ریزی شهری، پیتر کالتورپ به‌طور مکرر در رسانه‌های معتبر مانند نیویورک تایمز، گاردین، نشنال جئوگرافیک، نیوز-ویک، گریزت، متروپولیسمگ و دیگران نقل‌قول شده است.
در سال ۲۰۱۸، کالتورپ نرم‌افزار برنامه‌ریزی شهری به نام UrbanFootprint را معرفی کرد که باید به مبارزه با گسترش شهری کمک کند و به افراد غیرمتخصص اجازه می‌دهد تأثیرات سناریوهای مختلف برنامه‌ریزی شهری را مدل‌سازی کنند.
یکی از نگرانی‌های اخیر کالتورپ خودروهای خودران است که ممکن است دلیل افزایش شهری و گسترش حومه‌ها باشند. برخلاف طرفداران خودروهای خودران که بر این باورند که این فناوری باعث کاهش تعداد خوردوها و سرعت بیشتر رفت‌وآمدها خواهد شد، کالتورپ معتقد است که راحتی حمل و نقل خودران تنها باعث افزایش سفرهای با خودرو خواهد شد. او طرح جایگزینی برای جلوگیری از ترافیک پیشنهاد می‌کند - حمل و نقل سریع خودران - ناوگان‌های ون خودران در خطوط ویژه در جاده‌های اصلی.

## آثار
- کالتورپ، پیتر و سیم ون در رین (۱۹۸۶). «مناطق پایدار: یک سنتز طراحی جدید برای شهرها، حومه‌ها و شهرک‌ها». سان‌فرانسیسکو: انتشارات Sierra Club Books (زبان انگلیسی).
- کالتورپ، پیتر (۱۹۹۳). «کلان‌شهر بعدی آمریکا: بوم‌شناسی، جامعه و رویای آمریکایی». انتشارات Princeton Architectural Press (زبان انگلیسی).
- کالتورپ، پیتر و ویلیام فولتون (۲۰۰۱). «شهر منطقه‌ای». انتشارات Island Press (زبان انگلیسی).
- کالتورپ، پیتر (۲۰۱۰). «شهرسازی در عصر تغییرات اقلیمی». انتشارات Island Press (زبان انگلیسی). این کتاب توسط انتشارات دانشگاه تهران با عنوان «شهرنشینی در عصر تغییرات آب و هوایی» با ترجمهٔ دکتر سید حسین بحرینی و همکاران در سال ۱۳۹۴ به چاپ رسید.